# Alunogène
L'alunogène  est un minéral sulfate d'aluminium incolore à blanc (bien que souvent coloré par des impuretés, tel le fer qui se substitue à l'aluminium), fibreux à aciculaire. Sa formule chimique est : Al2(SO4)3·17H2O,.
La formule cristallochimique peut également être écrite comme : [Al(H2O)6]2(SO4)3.5H2O. Cette seconde formule montre que H2O se trouve à la fois comme ligand (forme en coordination) et sous une forme faiblement liée (cristallisation),.

## Étymologie et histoire
Le minéral a été nommé d’après le mot latin « alum » pour Alun et le mot grec « genos » pour Origine en référence à son utilisation comme source d’alun. L'alunogène a été décrite scientifiquement pour la première fois en 1832 par François Sulpice Beudant.

## Formation
On le trouve souvent sur les parois des mines et des carrières comme minéral secondaire. On peut le trouver dans les zones d'oxydation de certains gisements de minerai ainsi que lors de la combustion de terrils de charbon (par exemple, comme produit de l'hydratation de la millosevichite). Il existe également sous forme de dépôt à basse température dans les fumeroles. On le trouve en association à la pyrite, la marcassite, l'halotrichite, la pickeringite, l'epsomite, l'alun de potassium, la mélantérite et le gypse.